# العلاقات الإسواتينية السيشلية
العلاقات الإسواتينية السيشلية هي العلاقات الثنائية التي تجمع بين إسواتيني وسيشل.

## مقارنة بين البلدين
هذه مقارنة عامة ومرجعية للدولتين:
| وجه المقارنة                                              | إسواتيني                                   | سيشل                                                |
| --------------------------------------------------------- | ------------------------------------------ | --------------------------------------------------- |
| المساحة (كم2)                                             | 17.36 ألف                                  | 459                                                 |
| عدد السكان (نسمة)                                         | 1.37 مليون                                 | 95.84 ألف                                           |
| الكثافة السكانية (ن./كم²)                                 | 78.92                                      | 20.88 ألف                                           |
| العاصمة                                                   | لوبامبا، مبابان                            | فيكتوريا                                            |
| اللغة الرسمية                                             | لغة إنجليزية، لغة سوازي                    | لغة فرنسية، لغة إنجليزية، اللغة الكريولية السيشيلية |
| العملة                                                    | ليلانغيني سوازيلندي                        | روبية سيشلية                                        |
| الناتج المحلي الإجمالي (بليون دولار)                      | 4.41 مليار                                 | 1.49 مليار                                          |
| الناتج المحلي الإجمالي (تعادل القوة الشرائية) بليون دولار | 11.13 مليار                                | 2.54 مليار                                          |
| الناتج المحلي الإجمالي الاسمي للفرد دولار أمريكي          | 3.20 ألف                                   | 15.48 ألف                                           |
| الناتج المحلي الإجمالي للفرد دولار أمريكي                 | 8.29 ألف                                   | 26.42 ألف                                           |
| مؤشر التنمية البشرية                                      | 0.531                                      | 0.772                                               |
| رمز المكالمات الدولي                                      | +268                                       | +248                                                |
| رمز الإنترنت                                              | .sz                                        | .sc                                                 |
| المنطقة الزمنية                                           | التوقيت القياسي لجنوب أفريقيا، ت ع م+02:00 | ت ع م+04:00                                         |

## منظمات دولية مشتركة
يشترك البلدان في عضوية مجموعة من المنظمات الدولية، منها:
| علم المنظمة | اسم المنظمة                                 | تاريخ انضمام إسواتيني | تاريخ انضمام سيشل |
| ----------- | ------------------------------------------- | --------------------- | ----------------- |
|             | يونسكو                                      | 25 يناير 1978         | 18 أكتوبر 1976    |
|             | وكالة ضمان الاستثمار متعدد الأطراف          | 18 أبريل 1990         | 15 سبتمبر 1992    |
|             | الأمم المتحدة                               | 24 سبتمبر 1968        | 21 سبتمبر 1976    |
|             | مجموعة دول أفريقيا والكاريبي والمحيط الهادئ | ?                     | ?                 |
|             | دول الكومنولث                               | ?                     | 1976              |
|             | مجموعة التنمية لأفريقيا الجنوبية            | ?                     | ?                 |
|             | الاتحاد البريدي العالمي                     | ?                     | ?                 |
|             | البنك الدولي للإنشاء والتعمير               | 22 سبتمبر 1969        | 29 سبتمبر 1980    |
|             | الاتحاد الدولي للاتصالات                    | 11 نوفمبر 1970        | 17 سبتمبر 1999    |
|             | منظمة حظر الأسلحة الكيميائية                | ?                     | 29 أبريل 1997     |
|             | مؤسسة التمويل الدولية                       | 22 سبتمبر 1969        | 11 يونيو 1981     |
|             | المركز الدولي لتسوية المنازعات الاستشارية   | 14 يوليو 1971         | 19 أبريل 1978     |
|             | منظمة الشرطة الجنائية الدولية               | ?                     | 1 سبتمبر 1977     |
|             | الاتحاد الأفريقي                            | ?                     | ?                 |
|             | البنك الإفريقي للتنمية                      | ?                     | ?                 |

## وصلات خارجية
- موقع وزارة الخارجية السيشلية